# Laosz világörökségi helyszínei
Laosz területéről a 2019. évvel bezárólag három helyszín került fel a világörökségi listára, valamint két további helyszín a javaslati listán várakozik a felvételre. 
| | Luangprabang városa |
| 1995, kisebb módosítás: 2013 |                     |
| Kulturális (II)(IV)(V) |                     |
| Védett terület: 820 ha, puffer zóna: 12 560 ha, hivatkozás: 479 |                     |
| Luangprabang városa a buddhista hagyományok, a laoszi építészet és a 19-20. századi európai gyarmati építészet stílusjegyeinek egyedülálló kombinációja. Laosz fővárosa Vientiane, azonban Luangprabang az ország szellemi központja. Városképe egyedülálló és rendkívül jó állapotban maradt meg. Az épületek többsége fából készült, kivéve a templomok egy részét, amit kőből emeltek. A település nevét egy 14. századi alig egyméteres Buddha szoborról kapta, amelyet egy külön erre a célra emelt templomban őriznek. A 15. században a három laoszi királyság egyikének volt a központja. Legjelentősebb épülete a Wat Hszien Thong királyi templom a 16. századból való. A város központjában találhatók a királyi és a nemesi rezidenciák, a vallási létesítmények és a kereskedelmi épületek. A gyarmati stílusú városrészekre az egy- vagy kétszintes teraszos téglaházak jellemzőek. A kolostorokat két részre osztották, a vallási épületek (szentély, kápolna, könyvtár, sztúpa, kőoszlop) és a lakhatáshoz kapcsolódó épületrészek (közösségi házak, cellák, zárkák, refektórium). A hagyományos laoszi házakat fából építették, általában facölöpökre és magánszobákra, termekre, valamint közösségi teraszokra osztották fel. |                     |

| | Vat Phu és a környező ősi települések, a Tjampatszak kultúrtájjal együtt |
| 2001 |                                                                          |
| Kulturális (III)(IV)(VI) |                                                                          |
| Védett terület: 39 000 ha, hivatkozás: 481 |                                                                          |
| Tjampatszak a 10. és a 13. század között az Angkori Khmer Birodalom része volt. A világörökségi helyszínhez a Vat Phou templom, az egykor a Mekong folyó partján álló két város és a Phu Kao-hegy tartozik. Vat Phou templomegyüttese a birodalom építészetének kiemelkedő példája, ami szoros egységet alkot a környező tájjal. A hegy tetejétől a folyó partjáig húzódó tengely mentén alakították ki, mértani alakzatba rendezett templomokkal, szentélyekkel és szökőkutakkal. A hegy lábától meredek ösvény vezet fel egy Siva-templom romjaihoz. A környező területeket öntözőrendszerek építésével fokozatosan alkalmassá tették a rizstermesztésre. További fejlődése szorosan összefonódott a Khmer Birodalom történetével, amelynek évszázadokon keresztül a hatása alatt állt. A hely eredete ennél korábbra nyúlik vissza, mivel a feltárt leletek egy része 600 előttről származik. A területen álló épületekkel a világmindenség, a természet és az ember egységén nyugvó világ hindu felfogását fejezték ki. |                                                                          |

| | Xieng Khouang tartomány megalitikus helyszínei |
| 2019 |                                                |
| Kulturális (III) |                                                |
| Védett terület: 174,56 ha, puffer zóna: 1 012,94 ha, hivatkozás: 1587 |                                                |
| A Laosz középső részén fekvő fennsík, a Korsók síksága nevét az ott található több mint 2100 henger alakú megalitikus kőkorsóról kapta, amelyeket a vaskorban temetkzési célokra használtak. A korsók nagyméretűek, gondosan kidolgozottak és komoly mesterségbeli tudásról árulkodnak. A leleteket 15 különböző helyen tárták fel. A kőkorsók mellett kör alakú kőlapok, másodlagos temetkezések, sírkövek, sírmellékletek, valamint kőfejtők maradtak fenn, amelyek i. e. 500 és i. sz. 500 közé datálhatók. A síkság Délkelet-Ázsia fontos vaskori kultúráinak metszéspontjában helyezkedik el, így elősegítette az áruk és a kulturális vívmányok terjedését a térségben. A korsók és a többi fennmaradt emlék a legkézzelfoghatóbb elemei ennek a vaskori civilizációnak ami i. sz. 500 körül tűnt el. |                                                |

## Elhelyezkedésük
| Luangprabang Vat Phu Megalitikus emlékek |

## Javasolt helyszínek
| Megnevezés                          | Kép | Típus      | Kritérium   | Év   | Link |
| ----------------------------------- | --- | ---------- | ----------- | ---- | ---- |
| Pha That Luang                      |     | Kulturális | I, IV       | 1992 | 391  |
| Hin Nam No Természetvédelmi Terület |     | Természeti | VIII, IX, X | 2019 | 6442 |